# Rangier
Rangier, ou Raugier (né à Reims en 1035 et mort après le 20 juillet 1096) est un cardinal français du XIe siècle. 

## Biographie
Rangier entre dans l'ordre des bénédictins à l'abbaye de Marmoutier (Tours). Il est envoyé à Rome par son abbé et il reste là.
Le pape Urbain II le crée cardinal lors d'un consistoire vers 1091. En 1092 il est élu archevêque de Reggio Calabria. Il participe au synode de Plaisance et accompagne le pape au synode de Clermont en 1095. Il résigne l'administration de son diocèse et participe encore au concile de Guastalla en 1106 et au synode du Latran en 1112.